# Popis dunavskih mostova
U tablici niže je popis prijelaza rijeke Dunav, od njenog izvora u Njemačkoj do ušća u Crno more. Uz svaki navedeni most nalazi se podatak o godini u kojoj je izgrađen i koja mu je namjena (pješački most, biciklistički most, cestovni ili željeznički most), te udaljenost od ušća rijeke u kilometrima.
Mostovi koji nisu primarno namijenjeni za javnu uporabu ili imaju ograničen pristup (obično samo danju i samo za biciklistički i pješački promet) nisu navedeni.

## Mostovi

### Njemačka
| Naziv                                                                           | Udaljenost od ušća               | Tip                                                        | Položaj                              | Izgradnja                           | Koordinate                                          |
| ------------------------------------------------------------------------------- | -------------------------------- | ---------------------------------------------------------- | ------------------------------------ | ----------------------------------- | --------------------------------------------------- |
| Cestovni most u Donaueschingenu                                                 |                                  | Bundesstraße 27                                            | Donaueschingen rijeke Brigach i Breg |                                     | 47°57′19″N 8°29′24″E / 47.95524°N 8.490115°E        |
| Cestovni most                                                                   |                                  | Bundesautobahn 81                                          | Geisingen                            |                                     |                                                     |
|                                                                                 |                                  | Bundesstraße 14                                            | Tuttlingen                           |                                     |                                                     |
|                                                                                 | 2.710 km (1.680 mi)              |                                                            | Nendingen                            | 1902.                               |                                                     |
|                                                                                 |                                  | Bundesstraße 32                                            | Sigmaringen/Mengen                   |                                     |                                                     |
|                                                                                 |                                  |                                                            | Munderkingen                         | 1893.                               |                                                     |
| Cestovni most Oberdischingen/Ersingen                                           | 2.602,55 km (1.617,15 mi)        | k7412                                                      | Ulm/Neu-Ulm                          |                                     |                                                     |
| Brana Ersingen                                                                  | 2.600,83 km (1.616,08 mi)        |                                                            | Ulm/Neu-Ulm                          |                                     |                                                     |
| Cestovni most                                                                   | 2.600,79 km (1.616,06 mi)        | Im Ried                                                    | Ulm/Neu-Ulm                          |                                     |                                                     |
| Biciklistički i pješački most                                                   | 2.599,01 km (1.614,95 mi)        | Laupheimer Straße                                          | Ulm/Neu-Ulm                          |                                     |                                                     |
| Željeznički most                                                                | 2.598,99 km (1.614,94 mi)        | Željeznički pravac Ulm–Augsburg                            | Ulm/Neu-Ulm                          |                                     |                                                     |
| Cestovni most                                                                   | 2.598,20 km (1.614,45 mi)        | Donaustraße                                                | Ulm/Neu-Ulm                          |                                     |                                                     |
| Cestovni most preko Dunavskog kanala                                            |                                  | Im Ried                                                    | Ulm/Neu-Ulm                          |                                     |                                                     |
| Cestovni most                                                                   |                                  |                                                            | Ulm/Neu-Ulm                          |                                     |                                                     |
| Željeznički most preko Dunavskog kanala                                         |                                  |                                                            | Ulm/Neu-Ulm                          |                                     |                                                     |
| Pješački prolaz preko Dunavskog kanala                                          |                                  |                                                            | Ulm/Neu-Ulm                          |                                     |                                                     |
| Cestovni most preko Dunavskog kanala                                            |                                  | Donaustraße                                                | Ulm/Neu-Ulm                          |                                     |                                                     |
| Pješački prolaz preko Dunavskog kanala                                          |                                  | Reprechweg                                                 | Ulm/Neu-Ulm                          |                                     |                                                     |
| Hidroelektrana na Dunavskom kanalu (s ustavom izvan upotrebe)                   | 2595,8 km2.595,8 km (1.613,0 mi) |                                                            | Ulm/Neu-Ulm                          |                                     |                                                     |
| Cestovni most Donaustetten                                                      | 2.595,44 km (1.612,73 mi)        |                                                            | Ulm/Neu-Ulm                          |                                     |                                                     |
| Cestovni most Gögglingen                                                        | 2.593,63 km (1.611,61 mi)        |                                                            | Ulm/Neu-Ulm                          |                                     |                                                     |
| Pješački most Gronne                                                            | 2.591,26 km (1.610,13 mi)        |                                                            | Ulm/Neu-Ulm                          |                                     |                                                     |
| Most Kast                                                                       | 2.590,78 km (1.609,84 mi)        |                                                            | Ulm/Neu-Ulm                          |                                     |                                                     |
| Pješački most kod hidroelektrane Wiblingen                                      | 2.589,16 km (1.608,83 mi)        |                                                            | Ulm/Neu-Ulm                          |                                     |                                                     |
| Adenauerov most                                                                 | 2.586,60 km (1.607,24 mi)        | Bundesstraße 10                                            | Ulm/Neu-Ulm                          |                                     |                                                     |
| Adenauerov pješački most                                                        | 2.586,58 km (1.607,23 mi)        |                                                            | Ulm/Neu-Ulm                          |                                     |                                                     |
| Željeznički most                                                                | 2.586,20 km (1.606,99 mi)        |                                                            | Ulm/Neu-Ulm                          |                                     |                                                     |
| Most Herd                                                                       | 2.585,50 km (1.606,56 mi)        |                                                            | Ulm/Neu-Ulm                          |                                     |                                                     |
| Most Gänstor                                                                    | 2.584,90 km (1.606,18 mi)        |                                                            | Ulm/Neu-Ulm                          |                                     |                                                     |
| Pješački most Friedrichsau                                                      | 2.583,50 km (1.605,31 mi)        |                                                            | Ulm/Neu-Ulm                          |                                     |                                                     |
| Hidroelektrana Böfinger Halde s ustavom                                         | 2.581,60 km (1.604,13 mi)        |                                                            | Ulm/Neu-Ulm                          |                                     |                                                     |
| Cestovni most Thalfingen                                                        | 2.579,00 km (1.602,52 mi)        |                                                            | Ulm/Neu-Ulm                          |                                     |                                                     |
| Cestovni most Leibi–Oberelchingen                                               | 2.576,00 km (1.600,65 mi)        |                                                            | Ulm/Neu-Ulm                          |                                     |                                                     |
| Hidroelektrana Oberelchingen s ustavom (nije otvoren za javnost)                | 2.575,00 km (1.600,03 mi)        |                                                            | Ulm/Neu-Ulm                          |                                     |                                                     |
| Cestovni i pješački most                                                        | 2.574,90 km (1.599,97 mi)        | Bundesautobahn 7                                           | Ulm/Neu-Ulm                          |                                     |                                                     |
| Hidroelektrana Leipheim s ustavom (nije otvorena za javnost)                    | 2.568,50 km (1.595,99 mi)        |                                                            | Günzburg                             |                                     |                                                     |
| Cestovni most Leipheim                                                          | 2.567,51 km (1.595,38 mi)        | Bundesautobahn 8                                           | Günzburg                             | 2001                                |                                                     |
| Cestovni most Leipheim                                                          | 2.566,50 km (1.594,75 mi)        |                                                            | Günzburg                             |                                     |                                                     |
| Hidroelektrana                                                                  |                                  |                                                            | Günzburg                             |                                     |                                                     |
| Cestovni most                                                                   |                                  | Heidenheimer Straße (Günzburg–Niederstotzingen)            | Günzburg                             |                                     |                                                     |
| Cestovni most                                                                   |                                  | Bundesstraße 16                                            | Günzburg                             |                                     |                                                     |
| Cestovni most Reisensburg                                                       |                                  |                                                            | Günzburg                             |                                     |                                                     |
| Hidroelektrana (nije otvorena za javnost)                                       |                                  |                                                            | Offingen                             |                                     |                                                     |
| Željeznički most                                                                |                                  | Željeznica Ingolstadt–Neuoffingen                          | Offingen                             |                                     |                                                     |
| Cestovni most                                                                   |                                  | Cesta Gundelfingen-Offingen                                | Offingen                             |                                     |                                                     |
| Hidroelektrana Faimingen                                                        |                                  |                                                            | Lauingen                             |                                     |                                                     |
| Cestovni most                                                                   |                                  | Cesta Lauingen-Gundremmingen                               | Lauingen                             |                                     |                                                     |
| Cestovni most                                                                   |                                  | Zaobilaznica Lauingen istok                                | Lauingen                             |                                     |                                                     |
| Hidroelektrana                                                                  |                                  |                                                            | Dillingen an der Donau               |                                     |                                                     |
| Cestovni most                                                                   |                                  | Cesta Dillingen-Holzheim                                   | Dillingen an der Donau               |                                     |                                                     |
| Cestovni most                                                                   |                                  | Cesta Höchstädt-Wertingen                                  | Höchstädt an der Donau               |                                     |                                                     |
| Cestovni most                                                                   |                                  | Donaumünster/Erlingshofen-Rettingen (Mertingen, Wertingen) | Donaumünster/Erlingshofen            |                                     |                                                     |
| Cestovni most                                                                   |                                  |                                                            | Donaumünster/Erlingshofen            | 2007.                               |                                                     |
| Most Marxheim-Dunav                                                             |                                  |                                                            | Marxheim                             |                                     |                                                     |
| Brana Bertoldsheim                                                              |                                  |                                                            | Marxheim                             |                                     |                                                     |
| Brana Bittenbrunn                                                               |                                  |                                                            | Neuburg an der Donau                 |                                     |                                                     |
| Elisin most                                                                     |                                  |                                                            | Neuburg an der Donau                 |                                     |                                                     |
| Brana Bergheim                                                                  |                                  |                                                            | Neuburg an der Donau                 |                                     |                                                     |
| Brana                                                                           |                                  |                                                            | Ingolstadt                           |                                     |                                                     |
| Most Glacis                                                                     |                                  |                                                            | Ingolstadt                           | 1996.- 1998.                        | 48°45′24″N 11°25′28″E / 48.75667°N 11.42444°E       |
| Most Konrada Adenauera                                                          |                                  |                                                            | Ingolstadt                           |                                     |                                                     |
| Dunavski pješački most                                                          |                                  |                                                            | Ingolstadt                           |                                     |                                                     |
| Željeznički most Ingolstadt                                                     |                                  | Brzi željeznički pravac Nurnberg - München                 | Ingolstadt                           | 1869., 1999. – 2001.                | 48°45′51.6″N 11°26′13.7″E / 48.764333°N 11.437139°E |
| Schillerov most                                                                 |                                  |                                                            | Ingolstadt                           |                                     |                                                     |
| Most autoceste A9                                                               |                                  | Bundesautobahn 9                                           | Ingolstadt                           |                                     |                                                     |
| Cestovni most Großmehring                                                       |                                  |                                                            | Ingolstadt                           |                                     |                                                     |
| Cestovni most Pförring                                                          |                                  |                                                            | Ingolstadt                           |                                     |                                                     |
| Brana Vohburg                                                                   |                                  |                                                            | Vohburg an der Donau                 |                                     |                                                     |
| Most Agnes Bernauer                                                             |                                  |                                                            | Vohburg an der Donau                 |                                     |                                                     |
| Cestovni most kroz središte grada                                               |                                  |                                                            | Vohburg an der Donau                 |                                     |                                                     |
| Cestovni most                                                                   | 2.432,40 km (1.511,42 mi)        | Bundesstraße 299                                           | Neustadt an der Donau                |                                     |                                                     |
| Most Kelheim Maximilian                                                         | 2.414,25 km (1.500,15 mi)        |                                                            | Kelheim                              |                                     |                                                     |
| Most Kelheim Europa                                                             | 2.412,72 km (1.499,19 mi)        |                                                            | Kelheim                              | 1977.                               |                                                     |
| Cestovni most Saal an der Donau (sjeverni krak)                                 | 2.410,10 km (1.497,57 mi)        |                                                            | Kelheim                              |                                     |                                                     |
| Željeznički most Poikam                                                         | 2.401,96 km (1.492,51 mi)        | Željeznički pravac Regensburg–Ingolstadt                   | Kelheim                              |                                     |                                                     |
| Most Bad Abbach                                                                 | 2.400,24 km (1.491,44 mi)        |                                                            | Kelheim                              |                                     |                                                     |
| Most Sinzing                                                                    | 2.387,60 km (1.483,59 mi)        | Bundesautobahn 3                                           | Regensburg                           | 1961. - 1966.                       |                                                     |
| Željeznički most Sinzing                                                        | 2.386,71 km (1.483,03 mi)        | željeznički pravac Regensburg–Ingolstadt                   | Regensburg                           |                                     |                                                     |
| Željeznički most Mariaort                                                       | 2.385,68 km (1.482,39 mi)        | Željeznički pravac Nurnberg–Regensburg                     | Regensburg                           | 1872.                               |                                                     |
| Cestovni most Pfaffenstein                                                      | 2.381,11 km (1.479,55 mi)        | Bundesautobahn 93                                          | Regensburg                           | 1963. - 1967.                       |                                                     |
| Hidroelektrana Regensburg                                                       | 2.381,00 km (1.479,48 mi)        | pješački most                                              | Regensburg                           |                                     |                                                     |
| Most Gornji Palatinat preko Kanala Rajna – Majna – Dunav                        | 2.380,17 km (1.478,97 mi)        |                                                            | Regensburg                           |                                     |                                                     |
| Pješački most Pfaffenstein između otoka Wöhrd i Stadtamhofa                     |                                  |                                                            | Regensburg                           |                                     |                                                     |
| Željezni pješački most za otok Wöhrd                                            |                                  |                                                            | Regensburg                           |                                     |                                                     |
| Regensburški kameni most                                                        |                                  |                                                            | Regensburg                           | 1135. – 1146.                       |                                                     |
| Most Protzenweiher preko Kanala Rajna – Majna – Dunav (zatvoren za promet)      | 2.379,56 km (1.478,59 mi)        |                                                            | Regensburg                           |                                     |                                                     |
| Željezni most                                                                   |                                  |                                                            | Regensburg                           |                                     |                                                     |
| Pješački i biciklistički most Gries između otoka (Wöhrd) i Stadtamhofa          |                                  |                                                            | Regensburg                           |                                     |                                                     |
| Nibelunški most                                                                 | 2.378,39 km (1.477,86 mi)        |                                                            | Regensburg                           | 1935. – 1938.; 1950.; 2001. – 2004. |                                                     |
| Željeznički most Schwabelweis                                                   | 2.376,82 km (1.476,89 mi)        | Željeznički pravac Regensburg–Weiden                       | Regensburg                           | 1933.                               |                                                     |
| Cestovni most Schwabelweis                                                      | 2.376,32 km (1.476,58 mi)        | Bundesstraße 8, Bundesstraße 15                            | Regensburg                           | 1979. - 1981.                       |                                                     |
| Cestovni most Donaustauf                                                        | 2.369,65 km (1.472,43 mi)        | Bavarska državna cesta 2145                                | Regensburg                           | 1985.                               |                                                     |
| Dunavski most Wörth                                                             | 2.358,27 km (1.465,36 mi)        | Bundesautobahn 3                                           | Regensburg                           | 1977. - 1979.                       |                                                     |
| Cestovni most Pfatter                                                           | 2.353,33 km (1.462,29 mi)        | Bavarska državna cesta 2146                                | Regensburg                           |                                     |                                                     |
| Cestovni most                                                                   | 2.321,82 km (1.442,71 mi)        | Prolaz Straubing zapad                                     | Straubing                            |                                     |                                                     |
| Most Agnes Bernauer                                                             | 2.320,00 km (1.441,58 mi)        | Bavarska državna cesta 2141 (stara B20)                    | Straubing                            |                                     |                                                     |
| Schloßbrücke                                                                    |                                  | Chamer Straße, Bavarska državna cesta 2141                 | Straubing                            |                                     |                                                     |
| Cestovni most Reibersdorf                                                       | 2.316,98 km (1.439,70 mi)        | Bundesstraße 20                                            | Straubing                            | 1974. - 1977.                       |                                                     |
| Željeznički most Bogen                                                          | 2.311,28 km (1.436,16 mi)        | Pravac Straubing-Miltach                                   | Straubing                            |                                     |                                                     |
| Cestovni most Bogen (Most Franz Xaver Hafner)                                   | 2.308,40 km (1.434,37 mi)        |                                                            | Straubing                            |                                     |                                                     |
| Cestovni most Metten                                                            | 2.290,12 km (1.423,01 mi)        | Bundesautobahn 3                                           | Deggendorf                           | 1978. - 1981.                       |                                                     |
| Željeznički most Deggendorf                                                     | 2.285,87 km (1.420,37 mi)        | Željeznica Bavarske šume                                   | Deggendorf                           | 1877.                               |                                                     |
| Cestovni most Fischerdorf                                                       | 2.285,50 km (1.420,14 mi)        | Bundesautobahn 92                                          | Deggendorf                           | 1988. - 1991.                       |                                                     |
| Maksimilijanov most, Deggendorf                                                 | 2.284,60 km (1.419,58 mi)        |                                                            | Deggendorf                           |                                     |                                                     |
| Cestovni most Deggenau                                                          | 228.250 km (141.830 mi)          | Bundesautobahn 3                                           | Deggendorf                           | 1970. - 1975.                       |                                                     |
| Dunavski šumski most                                                            | 2.266,22 km (1.408,16 mi)        |                                                            | Dolina Passau                        |                                     |                                                     |
| Cestovni most Vilshofen                                                         | 2.249,16 km (1.397,56 mi)        |                                                            | Dolina Passau                        |                                     |                                                     |
| Cestovni most Schalding                                                         | 2.234,26 km (1.388,30 mi)        | Bundesautobahn 3                                           | Dolina Passau                        | 1969. - 1973.                       |                                                     |
| Hidroelektrana Kachlet                                                          | 2.230,43 km (1.385,92 mi)        | pješačka i biciklistička staza                             | Dolina Passau                        |                                     |                                                     |
| Most Kachlet                                                                    | 2.230,28 km (1.385,83 mi)        | Željeznica doline Ilz                                      | Dolina Passau                        |                                     |                                                     |
| Most Franza Josefa Straußa                                                      | 2.230,10 km (1.385,72 mi)        | Bundesstraße 388                                           | Dolina Passau                        |                                     |                                                     |
| Most Schanzl                                                                    | 2.226,98 km (1.383,78 mi)        |                                                            | Dolina Passau                        | 1968. - 1970.                       |                                                     |
| Most Luitpold                                                                   | 2.225,75 km (1.383,02 mi)        |                                                            | Dolina Passau                        | 1910.                               |                                                     |
| Most Kräutlstein                                                                | 2.223,29 km (1.381,49 mi)        | Željeznica Passau–Hauzenberg                               | Dolina Passau                        | 1903.                               |                                                     |
| Pokretni most hidroelektrane Jochenstein (južni dio mosta nalazi se u Austriji) | 2.203,31 km (1.369,07 mi)        | pješačka i biciklistička staza                             | Dolina Passau                        |                                     |                                                     |

### Austrija
| Naziv                                                                     | Udaljenost od ušća      | Tip | Položaj               | Izgradnja                                                                | Koordinate                       |
| ------------------------------------------------------------------------- | ----------------------- | --- | --------------------- | ------------------------------------------------------------------------ | -------------------------------- |
| Dunavski most Niederranna                                                 | 2.194,0 km (1.363,3 mi) | Cest Niederranna-Wesenufer |                       | 1980.                                                                    |                                  |
| Dunavski most Aschach                                                     | 2.160,0 km (1.342,2 mi) | cesta (131) | Bazen Eferding        | 1964.                                                                    |                                  |
| Hidroelektrana Ottensheim-Wilhering                                       | 2.146,7 km (1.333,9 mi) | pješečka i biciklistička staza | Bazen Eferding        |                                                                          |                                  |
| Nibelunški most                                                           | 2.135,1 km (1.326,7 mi) | Cesta (129), tramvaj, pješački i biciklistički most | Linz                  | 1938. - 1941. (prethodni mostovi 1501., 1869.)                           |                                  |
| Eisenbahnbrücke                                                           | 2.133,9 km (1.325,9 mi) | željeznički, cestovni (129), pješački most - zatvoren 2012.                                                                                                   | Linz                  | 1900.                                                                    |                                  |
| Most VÖEST                                                                | 2.133,5 km (1.325,7 mi) | Mühlkreis Autobahn (A7), biciklistički most | Linz                  | 1968. - 1972.                                                            |                                  |
| Dunavski most Steyregg                                                    | 2.127,7 km (1.322,1 mi) | cesta (3) | Steyregg              | 1979.                                                                    |                                  |
| Željeznički most                                                          | 2.127,6 km (1.322,0 mi) | | Steyregg              | 1873.                                                                    |                                  |
| Hidroelektrana Abwinden-Asten                                             | 2.119,6 km (1.317,1 mi) | pješačka i biciklistička staza | Steyregg              |                                                                          |                                  |
| Dunavski most Mauthausen                                                  | 2.111,1 km (1.311,8 mi) | Cesta (123) | Mauthausen            | 1962.                                                                    |                                  |
| Željeznički most                                                          | 2.111,1 km (1.311,8 mi) | Dunavska željeznica | Mauthausen            | 1872.                                                                    |                                  |
| Hidroelektrana Wallsee-Mitterkirchen                                      | 20.945 km (13.015 mi)   | Cesta (L1427) | Wallsee               | 1968.                                                                    | 48° 10′ 0″ N, 14° 41′ 42″ E      |
| Most inženjera Helbicha (do 2006. Dunavski most Grein)                    | 2.080,8 km (1.292,9 mi) | Cesta (119) | Grein                 | 1968.                                                                    |                                  |
| Dunavski most Persenbeug (hidroelektrana Ybbs-Persenbeug)                 | 2.060,4 km (1.280,3 mi) | Cesta (25) | Persenbeug            | 1959.                                                                    |                                  |
| Dunavski most Pöchlarn                                                    | 2.043,6 km (1.269,8 mi) | Cesta (209), pješačka i biciklistička staza | Pöchlarn              | 2002.                                                                    |                                  |
| Hidroelektrana Melk                                                       | 2.038,0 km (1.266,4 mi) | pješačka i biciklistička staza | Melk                  |                                                                          |                                  |
| Melker Straße                                                             | 2.034,5 km (1.264,2 mi) | Cesta (3A) | Melk                  | 1972.                                                                    |                                  |
| Mauterner Brücke                                                          | 2.003,6 km (1.245,0 mi) | Aggsteiner Straße (B33a), pješačka i biciklistička staza | Krems                 | 1895., rekonstruiran 1945.                                               |                                  |
| Željeznički most Krems                                                    | 2.001,5 km (1.243,7 mi) | Pravac Krems–Sankt Pölten | Krems                 | 1889., rekonstruiran 1945.                                               |                                  |
| Dunavski most Krems                                                       | 1.999,8 km (1.242,6 mi) | Kremser Straße (B37), pješačka i biciklistička staza | Krems                 | 1971.                                                                    |                                  |
| Dunavski cestovni most Traismauer (Most sv. Jurja)                        | 1.991,4 km (1.237,4 mi) | Autocesta Krems (S33), pješačka i biciklistička staza | Krems                 | 2007. - 2010.                                                            | 48° 22′ 59″ N, 15° 43′ 23″ E     |
| Hidroelektrana Altenwörth                                                 | 1.980,4 km (1.230,6 mi) | pješačka i biciklistička staza | Bazen Tulln           |                                                                          |                                  |
| Most ruža                                                                 | 1.965,4 km (1.221,2 mi) | Cesta B19 Tulln | Tulln                 | 1992. - 1996.                                                            | 48° 20′ 4″ N, 16° 1′ 39″ E       |
| Željeznički most                                                          | 1.963,2 km (1.219,9 mi) | | Tulln                 | 1875.                                                                    | 48° 20′ 7″ N, 16° 3′ 32″ E       |
| Stari dunavski most                                                       | 1.963,2 km (1.219,9 mi) | Tullner Straße (19A) | Tulln                 | 1950.                                                                    | 48° 20′ 7″ N, 16° 3′ 32″ E       |
| Hidroelektrana Greifenstein                                               | 1.949,2 km (1.211,2 mi) | pješačka i biciklistička staza | Sankt Andrä-Wördern   |                                                                          | 48° 21′ 15″ N, 16° 14′ 30″ E     |
| Brana preko Novog Dunava                                                  | 1.938,1 km (1.204,3 mi) | pješačka i biciklistička staza između Langenzersdorfa i Dunavskog otoka                                                                                       | Bečka dolina          | 1975.                                                                    | 48° 17′ 54.2″ N, 16° 20′ 52.3″ E |
| Most Jedlesee (preko Novog Dunava)                                        |                         | pješačka i biciklistička staza | Beč                   | 1983.                                                                    |                                  |
| Sjeverni most                                                             | 1.932,6 km (1.200,9 mi) | pristupna cesta za Autobahn A22 | Beč                   | 1962 - 1964., zamijenio most iz 1872.                                    | 48° 15′ 18″ N, 16° 22′ 48″ E     |
| Pješački most Steinitz, bivši Sjeverni pješački most                      | 1.932,5 km (1.200,8 mi) | pješačka i biciklistička staza | Beč                   | 1995.                                                                    | 48° 15′ 18″ N, 16° 22′ 51″ E     |
| Most Floridsdorf                                                          | 1.931,7 km (1.200,3 mi) | Floridsdorfer Straße B226, tramvajska linija, pješačka i biciklistička staza                                                                                  | Beč                   | 1924., zamijenio most Franje Josipa iz 1874.; rekonstruiran 1945.- 1946. | 48° 14′ 51″ N, 16° 23′ 7″ E      |
| Most sjeverne željeznice                                                  | 1.931,2 km (1.200,0 mi) | Željeznički pravac između Brigittenaua i Floridsdorfa, pješačka staza zatvorena za javnost                                                                    | Beč                   | 1957., zamijenio most iz 1874.                                           | 48° 14′ 39″ N, 16° 23′ 22″ E     |
| Most Georg Danzer                                                         | 1.931,2 km (1.200,0 mi) | Linija U6 Bečke podzemne željeznice, pješačka i biciklistička staza                                                                                           | Beč                   | 1991. - 1996.                                                            | 48° 14′ 38″ N, 16° 23′ 23″ E     |
| Most Brigittenau                                                          | 1.930,4 km (1.199,5 mi) | Klosterneuburger Straße B14, pješačka i biciklistička staza                                                                                                   | Beč                   | 1982.                                                                    | 48° 14′ 16″ N, 16° 23′ 40″ E     |
| Pontonski most Ponte Cagrana (preko Novog Dunava)                         |                         | pješačka i biciklistička staza zatvorena zimi i za visokog vodostaja                                                                                          | Beč                   | 2000.                                                                    | 48° 13′ 50.3″ N, 16° 24′ 33.9″ E |
| Reichsbrücke ("Državni most")                                             | 1.928,9 km (1.198,6 mi) | Angerner Straße B8 (gornja razina), pješačka i biciklistička staza, linija U1 Bečke podzemne željeznice (donja razina)                                        | Beč                   | 1872. - 1976. (zamijenio most iz 1937.)                                  | 48° 13′ 42″ N, 16° 24′ 36″ E     |
| Most Kaisermühlen (preko Novog Dunava)                                    |                         | pješačka i biciklistička staza | Beč                   | 1993.                                                                    | 48° 13′ 21.5″ N, 16° 25′ 11.7″ E |
| Brana 1 (preko Novog Dunava)                                              | 1.926,2 km (1.196,9 mi) | pješačka i biciklistička staza | Beč                   | 1978.                                                                    | 48° 12′ 42.1″ N, 16° 26′ 13.1″ E |
| Most Donaustadt                                                           | 1.926,0 km (1.196,8 mi) | 1996. - 1997. u funkciji rasterećenja prometa prema Mostu Prater; 1997. - 2006. dio autobusne linije; od listopada 2010., linija U2 Bečke podzemne željeznice | Beč                   | 1995. - 1097.                                                            | 48° 12′ 34″ N, 16° 26′ 11″ E     |
| Most Prater                                                               | 1.925,8 km (1.196,6 mi) | Jugoistočna bečka zaobilaznica A23 | Beč                   | 1967. - 1970., proširen i povišen 1996. - 1997.                          | 48° 12′ 25.5″ N, 16° 26′ 11.2″ E |
| Južni željeznički most Stadtlau (bivši državni željeznički most Stadtlau) | 1.925,0 km (1.196,1 mi) | željeznički pravac | Beč                   | 1931. - 1932. (prethodni most 1870.)                                     | 48° 12′ 6″ N, 16° 26′ 39″ E      |
| Most Steinsporn (Novi Dunav)                                              |                         | pješačka i biciklistička staza | Beč                   | 1974.                                                                    | 48° 11′ 36.4″ N, 16° 27′ 50.7″ E |
| Hidroelektrana Freudenau                                                  | 1.921,1 km (1.193,7 mi) | natkrivena pješačka i biciklistička staza s panoramskom platformom                                                                                            | Beč                   | 1992. - 1998.                                                            | 48° 10′ 36″ N, 16° 28′ 52″ E     |
| Pontonski most Waluliso (preko Novog Dunava)                              |                         | pješačka i biciklistička staza zatvorena zimi i za visokog vodostaja                                                                                          | Beč                   | 1998.                                                                    | 48° 10′ 32.7″ N, 16° 29′ 28.3″ E |
| Brana 2 (preko Novog Dunava)                                              | 1.918,3 km (1.192,0 mi) | pješačka i biciklistička staza | Beč                   | 1988.                                                                    | 48° 9′ 48.3″ N, 16° 30′ 43.5″ E  |
| Plinovod Mannswörth                                                       | 1.917,7 km (1.191,6 mi) | 20 cijevi za prijenos prirodnog plina i tekuće naftne derivate, pješački most za tehničko osoblje (zatvoren za javnost)                                       | Beč                   | 1959. - 1961.                                                            | 48° 9′ 28″ N, 16° 30′ 58″ E      |
| Barbarin most                                                             | 1.914,4 km (1.189,6 mi) | plinovod | Beč                   | 1957.                                                                    | 48° 8′ 27″ N, 16° 33′ 10″ E      |
| Most Andreasa Maurera                                                     | 1.886,2 km (1.172,0 mi) | Bernstein Straße, Cesta (49) | Bad Deutsch-Altenburg | 1972.                                                                    |                                  |

### Slovačka
| Naziv                              | Udaljenost od ušća        | Tip                                                                                     | Položaj                           | Izgradnja | Koordinate                                         |
| ---------------------------------- | ------------------------- | --------------------------------------------------------------------------------------- | --------------------------------- | --- | -------------------------------------------------- |
| Lafranconijev most                 | 1.871,35 km (1.162,80 mi) | Autocesta D2, biciklistička i pješačka staza, cjevovod za pitku vodu i plin             | Bratislava                        | 1992 | 48°08′33″N 17°04′54″E / 48.1425°N 17.081667°E      |
| Most SNP                           | 1.869,1 km (1.161,4 mi)   | cestovni most, biciklistička i pješačka staza                                           | Bratislava                        | 1967-72 | 48°08′18″N 17°06′16″E / 48.1384°N 17.104581°E      |
| Starý most                         | 1.868,14 km (1.160,81 mi) | tramvajska linija s bočnom biciklističkom i pješačkom stazom                            | Bratislava                        | 1946., zamijenio je Most Franje Josipa iz 1891. (most Františka Jozefa - izvorno željeznički most), demoliran i rekonstruiran 2013. - 2016. | 48°08′18″N 17°07′02″E / 48.138333°N 17.117222°E    |
| Most Apollo                        |                           | cesta, biciklistička i pješačka staza                                                   | Bratislava                        | 2003-05 | 48°08′15″N 17°07′41″E / 48.1375°N 17.128056°E      |
| Prístavný most                     | 1.866,4 km (1.159,7 mi)   | Autocesta D1, željeznički pravac Bratislava–Hegyeshalom, biciklistička i pješačka staza | Bratislava                        | 1977. - 1985. | 48°08′06″N 17°08′25″E / 48.135°N 17.140278°E       |
| Lužný most                         |                           | Autocesta D4, biciklistička i pješačka staza                                            | Bratislava                        | 2021. | 48°04′58″N 17°09′06″E / 48.082804°N 17.151750°E    |
| Brana Čunovo                       |                           | cesta                                                                                   | projekt brana Gabčíkovo–Nagymaros | | 48°1′48.8″N 17°13′34.8″E / 48.030222°N 17.226333°E |
| Hidroelektrana Gabčíkovo–Nagymaros |                           | cesta                                                                                   | projekt brana Gabčíkovo–Nagymaros | 1991. - 1996. | 47°52′48″N 17°32′21″E / 47.88000°N 17.53917°E      |

### Slovčko-mađarska granica
| Naziv                      | Udaljenost od ušća | Tip                                   | Položaj                | Izgradnja | Koordinate | Fotografija |
| -------------------------- | ------------------ | ------------------------------------- | ---------------------- | --------- | ---------- | ----------- |
| Most Vámosszabadi          | 1806 km            | Glavna cesta 14, Cesta I/13           | Medveďov, Vámosszabadi | 1973.     |            |             |
| Most Monoštor              | 1770.57 km         | Glavna cesta 13, Cesta I/64           | Komoran, Komárno       | 2020.     |            |             |
| Željeznički most Komárom   | 1770.4 km          | Željeznički pravac Komárom–Nové Zámky | Komoran, Komárno       | 1955.     |            |             |
| Elizabetin most u Komáromu | 1767.8 km          | Glavna cesta 13, Cesta I/64           | Komárno, Komoran       | 1946.     |            |             |
| Most Marije Valerije       | 1718.5 km          | Cesta I/63, Cesta 11326               | Ostrogon, Štúrovo      | 2001.     |            |             |

### Mađarska
| Naziv                                    | Udaljenost od ušća | Tip                                                           | Položaj                       | Izgradnja          | Koordinate | Fotografija |
| ---------------------------------------- | ------------------ | ------------------------------------------------------------- | ----------------------------- | ------------------ | ---------- | ----------- |
| Most Megyeri                             | 1660 km            | Autocesta M0                                                  | Budimpešta, Dunakeszi         | 30. rujna 2008.    |            |             |
| Željeznički most Újpest                  | 1654.5 km          | Željeznički pravac Budimpešta–Esztergom                       | Budimpešta                    | 1896.              |            |             |
| Arpadov most                             | 1651.3 km          | Mađarski bulevar, Vörösvári út, Szentendrei út                | Budimpešta                    | 7. studenoga 1950. |            |             |
| Margaretin most                          | 1648.75 km         | Veliki bulevar                                                | Budimpešta                    | 2011.              |            |             |
| Most Košut                               |                    | Batthyányjev trg, Košutov trg                                 | Budimpešta                    | 18. siječnja 1946. |            |             |
| Széchenyijev lančani most                | 1647 km            | Trg Adama Clarka, Trg Istvána Széchenyija                     | Budimpešta                    | 1840.              |            |             |
| Elizabetin most (Budimpešta)             | 1646 km            | Rakocijeva avenija, Avenija Hegyalja                          | Budimpešta                    | 1964.              |            |             |
| Most slobode (Budimpešta)                | 1645.3 km          | Mali bulevar, Avenija Bele Bartoka                            | Budimpešta                    | 2009.              |            |             |
| Petőfijev most                           | 1644.3 km          | Veliki bulevar                                                | Budimpešta                    | 1952.              |            |             |
| Most Rákóczi                             | 1643 km            | Mađarski bulevar                                              | Budimpešta                    | 1995.              |            |             |
| Željeznički most Budimpešta –Hegyeshalom | 1643 km            | Željeznički pravac Budimpešta–Hegyeshalom–Rajka               | Budimpešta                    | 1953.              |            |             |
| Most Deaka Ferenca                       | 1632.8 km          | Autocesta M0                                                  | Szigetszentmiklós, Budimpešta | 2012.              |            |             |
| Most Pentele                             | 1571.7 km          | Autocesta M8                                                  | Dunaújváros, Večica           | 2007.              |            |             |
| Most Józsefa Beszédesa                   | 1560.55 km         | Glavna cesta 54                                               | Šolta, Dunaföldvár            | 2001.              |            |             |
| Most svetog Ladislava                    | 1498.8 km          | Autocesta M9                                                  | Szekszárd, Dušnok             | 2003.              |            |             |
| Most Istvána Türra                       | 1480.22 km         | Glavna cesta 55, Željeznički pravac Bátaszék–Baja–Kiskunhalas | Baja, Pörböly                 | 1999.              |            |             |

### Hrvatsko-srbijanska granica
| Naziv                             | Udaljenost od ušća | Tip                                  | Položaj             | Izgradnja | Koordinate | Fotografija |
| --------------------------------- | ------------------ | ------------------------------------ | ------------------- | --------- | ---------- | ----------- |
| Batinski most                     | 1424.8 km          | Državna cesta D212, Državna cesta 16 | Batina, Bezdan      | 1974.     |            |             |
| Cestovni most Erdut – Bogojevo    |                    | Državna cesta D213, Državna cesta 17 | Erdut, Bogojevo     | 1980.     |            |             |
| Željeznički most Erdut – Bogojevo |                    | Railway bridge                       | Erdut, Bogojevo     | 1911.     |            |             |
| Most Ilok – Bačka Palanka         | 1297 km            | Državna cesta D2, Državna cesta 108  | Ilok, Bačka Palanka | 1974.     |            |             |

### Srbija
| Naziv                   | Udaljenost od ušća | Tip                               | Položaj          | Izgradnja           | Koordinate | Fotografija |
| ----------------------- | ------------------ | --------------------------------- | ---------------- | ------------------- | ---------- | ----------- |
| Most slobode (Novi Sad) | 1257.6 km          | Bulevar oslobođenja (Novi Sad)    | Novi Sad         | 1981.               |            |             |
| Varadinski most         | 1255 km            | Državna cesta 100                 | Novi Sad         | 2000.               |            |             |
| Most Boška Peroševića   | 1254.2 km          |                                   | Novi Sad         | 2000.               |            |             |
| Žeželjev most           | 1254.1 km          | cesta, željeznica                 | Novi Sad         | 2018.               |            |             |
| Most kod Beške (jug)    | 1232 km            | Autocesta A1, Europski pravac E75 | Inđija (općina)  | 1975.               |            |             |
| Most kod Beške (sjever) | 1232 km            | Autocesta A1, Europski pravac E75 | Inđija (općina)  | 2011.               |            |             |
| Pupinov most            |                    |                                   | Beograd          | 2014.               |            |             |
| Pančevački most         |                    | Europski pravac E70               | Beograd          | 7. studenoga 1946.  |            |             |
| Kovinski most           | 1112.1 km          | Državna cesta 14                  | Kovin, Smederevo | 26. studenoga 1976. |            |             |

### Rumunjsko-srbijanska granica
| Naziv                                      | Udaljenost od ušća | Tip           | Položaj                       | Izgradnja              | Koordinate                                             |
| ------------------------------------------ | ------------------ | ------------- | ----------------------------- | ---------------------- | ------------------------------------------------------ |
| Hidroelektrana Đerdap                      | 945 km (587 mi)    | cesta         | Đerdap                        | 1972.                  | 44°40′15″N 22°31′45″E / 44.67083°N 22.52917°E          |
| Trajanov most                              |                    | cesta         | Drobeta-Turnu Severin–Kladovo | Sagrađen 105.; uništen | 44°37′25.57″N 22°40′1.38″E / 44.6237694°N 22.6670500°E |
| Hidroelektrana Đerdap 2 Most Ostrovul Mare | 863 km (536 mi)    | Cestovni most | Đerdap                        | 1984. 1998. (most)     | 44°18′16″N 22°33′54″E / 44.30444°N 22.56500°E          |

### Bugarsko-rumunjska granica
| Naziv                                   | Udaljenost od ušća    | Tip                                                                            | Položaj                            | Izgradnja                                     | Koordinate                                    |
| --------------------------------------- | --------------------- | ------------------------------------------------------------------------------ | ---------------------------------- | --------------------------------------------- | --------------------------------------------- |
| Most Nova Europa                        | 796 km (495 mi)       | Europski cestovni pravac E79 i željeznička pruga                               | Vidin–Calafat                      | lipanj 2013.                                  | 43°59′38″N 22°54′24″E / 43.99389°N 22.90667°E |
| Most Oryahovo–Bechet                    |                       | cestovni                                                                       | Oryahovo–Bechet                    | u planu                                       |                                               |
| Konstantinov most                       | rimska cesta          | Oescus–Corabia                                                                 | 328., uništen sredinom 4. stoljeća | 43°45′49″N 24°27′25″E / 43.76361°N 24.45694°E |                                               |
| Hidroelektrana Nikopolje–Turnu Măgurele | 578 km (359 mi)       | cestovni i željeznički pravac                                                  | Nikopolje–Turnu Măgurele           | u planu                                       | 43°42′48″N 24°49′31″E / 43.71333°N 24.82528°E |
| Dunavski most                           | 48.870 km (30.370 mi) | Europski cestovni pravac E70, Europski cestovni pravac E85 i željeznička pruga | Ruse–Giurgiu                       | 1954.                                         | 43°53′14″N 26°00′27″E / 43.88722°N 26.00750°E |
| Hidroelektrana Silistra–Călărași        | 380 km (240 mi)       | cestovni i željeznički pravac                                                  | Silistra–Călărași                  | u planu                                       |                                               |

### Rumunjska
| Naziv                  | Udaljenost od ušća    | Tip                              | Položaj           | Izgradnja                                                               | Koordinate                                              |
| ---------------------- | --------------------- | -------------------------------- | ----------------- | ----------------------------------------------------------------------- | ------------------------------------------------------- |
| Most Cernavodă         | 300,07 km (186,45 mi) | autocesta A2 i željeznička pruga | Cernavodă–Fetești | 1987.                                                                   | 44°20′23″N 28°01′01″E / 44.33972°N 28.01694°E           |
| Most Anghel Saligny    | 300 km (190 mi)       | željeznički most                 | Cernavodă–Fetești | 1895.                                                                   | 44°20′25.26″N 28°01′01.26″E / 44.3403500°N 28.0170167°E |
| Most Giurgeni–Vadu Oii | 238 km (148 mi)       | Europski cestovni pravac E60     | Giurgeni–Vadu Oii | 1970.                                                                   | 44°45′15″N 27°52′36″E / 44.75417°N 27.87667°E           |
| Most Brăila            | 165,8 km (103,0 mi)   | cestovni most                    | Brăila–Smârdan    | Ugovoren 2017., u izgradnji od 2018. Predviđeno puštanje u promet 2022. | 45°18′52″N 28°00′12″E / 45.31444°N 28.00333°E           |
| Tunel Galați           |                       |                                  | Galați–Brătianu   | U planu                                                                 | 45°25′12″N 28°02′50″E / 45.42000°N 28.04722°E           |

Koordinate izvora rijeke Dunav: 47°57′03″N 8°31′13″E / 47.950961°N 8.520412°E.

## Galerija
- Most VÖEST u Linzu
- Tri mosta u Bratislavi (od ispred prema iza): Stari most u Bratislavi, Most Apollo i Prístavný most
- Most ruža u Tullnu an der Donau
- Reichsbrücke ("Državni most") u Beču
- Most Donaustadt u Beču
- Elizabetin most (u prvom planu) u Budimpešti
- Most slobode u Budimpešti
- Most Beszédesa Józsefa između Solta i Dunaföldvára u Mađarskoj (kolovoz 2020.)
- Most Nova Europa (otvoren 2013.) između Bugarske i Rumunjske
- Sustav mostova Cernavodă: Most Anghel Saligny (željeznički most - lijevo) i Most Cernavodă (cestovni i željeznički most s dvije pruge - desno)

## Vanjske poveznice
- (njem.) Liste sämtlicher Brücken über die Donau (PDF) – Quelle: donauschifffahrt.info
- (njem.) Liste der Schleusen – Quelle: donauschifffahrt.info /
- (njem.) Die Donau ~ Faszination eines Flusses
- (njem.) Die interaktive Kulturkarte entlang der Donau  Arhivirana inačica izvorne stranice od 21. siječnja 2022. (Wayback Machine)
- (njem.) Arbeitsgemeinschaft Donauländer  Arhivirana inačica izvorne stranice od 24. srpnja 2017. (Wayback Machine)
- (njem.) Wiener Donaubrücken
- (njem.) Donaubrücken bei brueckenbau-links.de